# Pithampur
Pithampur, auch Peethampur, ist eine Stadt im indischen Bundesstaat Madhya Pradesh. Die Stadt liegt ungefähr 20 Kilometer südwestlich von Indore und ist eine typische Industriestadt.
Die Stadt ist Teil des Distrikts Dhar. Pithampur hat den Status eines Municipal Councils. Die Stadt ist in 31 Wards gegliedert. Sie hatte am Stichtag der Volkszählung 2011 126.200 Einwohner, von denen 70.250 Männer und 55.950 Frauen waren. Hindus bilden mit einem Anteil von über 91 % die Mehrheit der Bevölkerung in der Stadt. Die Alphabetisierungsrate lag 2011 bei 80,92 % und damit über dem nationalen Durchschnitt.

## Proteste gegen Giftmüll
Nachdem bekannt geworden war, dass die hochgiftigen Abfälle der Katastrophe von Bhopal nach Pithampur zur Verbrennung gebracht werden sollen, gibt es seit Ende Dezember 2024 Proteste in Pithampur und der benachbarten Stadt Indore dagegen. Etwa zehn lokale Gruppen haben sich in Pithampur gebildet, um gegen den Transport und die Verbrennung des Giftmülls zu protestieren. Nachdem der Giftmüll am frühen Morgen des 2. Januar 2025 Pithampur erreichte, zogen die Demonstranten am nächsten Tag zum Busbahnhof der Stadt und riefen zum Streik auf. Während der Proteste erlitten zwei der Protestierenden Brandverletzungen und wurden in ein Krankenhaus eingeliefert, nachdem einer von ihnen versucht hatte, sich selbst zu verbrennen, und der andere ebenfalls Feuer fing. Auf Flugblättern wurde gefordert, dass der Giftmüll, der von einem Unternehmen erzeugt wurde, das zum US-Chemiekonzern Union Carbide gehört, zur Entsorgung nach Amerika gebracht werden sollte.